# HD111675
HD111675 — хімічно пекулярна зоря спектрального класу
A0 й має видиму зоряну величину в смузі V приблизно  9,9.

## Пекулярний хімічний склад
Зоряна атмосфера HD111675 має підвищений вміст 
Eu
.